# World's Greatest Dad
World's Greatest Dad là một bộ phim hài Mỹ phát hành năm 2009, đạo diễn bởi Bobcat Goldthwait. Nhân vật chính của phim do diễn viên Robin Williams thể hiện.

## Diễn viên
- Robin Williams vai Lance Clayton
- Alexie Gilmore vai Claire Reed
- Daryl Sabara vai Kyle Clayton
- Evan Martin vai Andrew Troutman
- Geoff Pierson vai Principal Wyatt Anderson
- Henry Simmons vai Mike Lane
- Mitzi McCall vai Bonnie Trỏutman
- Jermaine Williams vai Jason
- Lorraine Nicholson vai Heather Johnson
- Morgan Murphy vai Morgan
- Toby Hss vai Bert Green